# Planétarium Peter Harrison

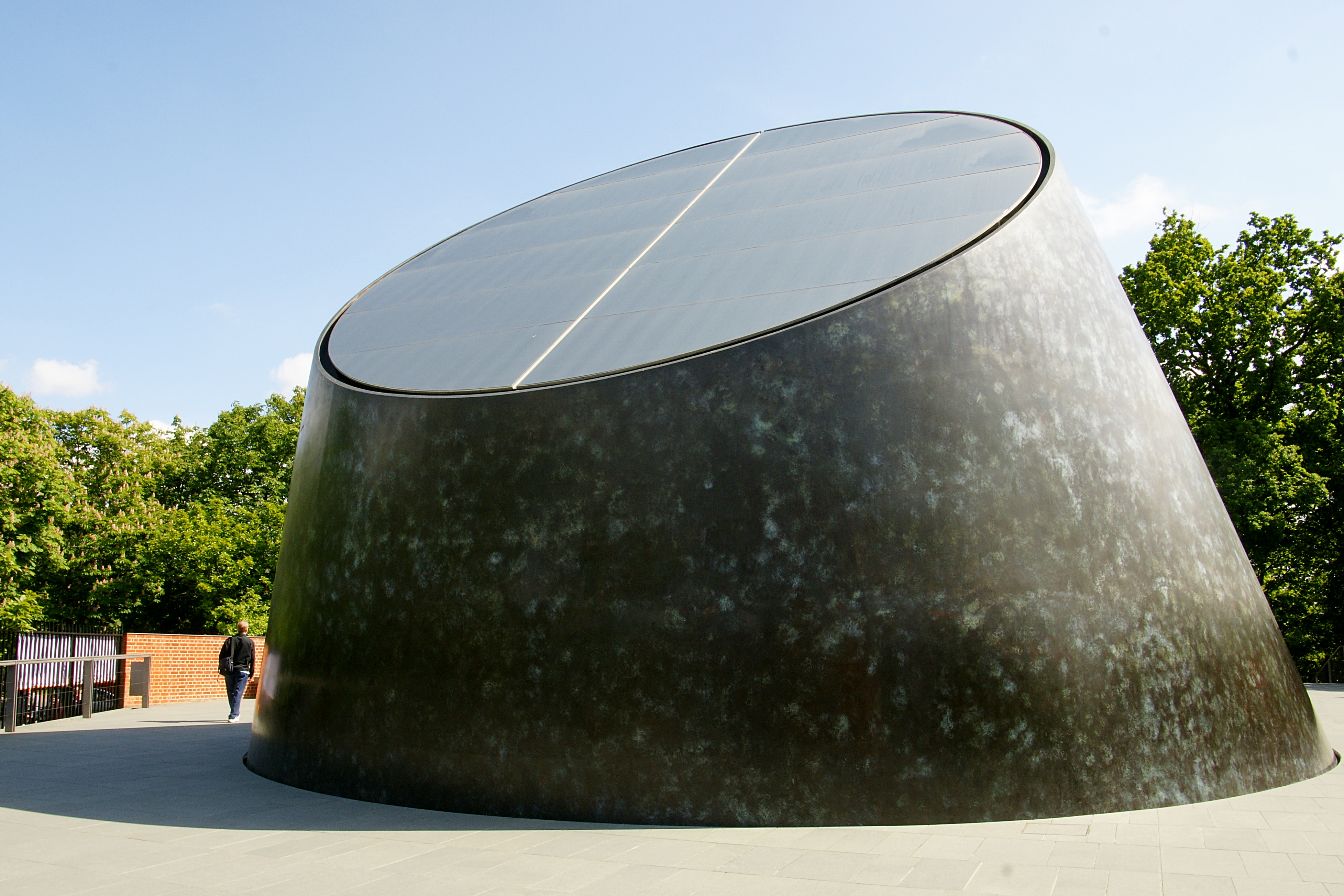
Planetarium Per Harrison vu depuis le nord-ouest

Le Planetarium Peter Harrison est un planétarium à projection laser composé de 120 places, situé dans le  Greenwich Park, à Londres et fait partie du National Maritime Museum. Ill a ouvert le 25 mai 2007.
Le planétarium utilise le logiciel Digistar 3 au laser bleu, rouge et vert et la technologie GLV pour créer une bande de 4000 pixels. Cette bande est rasée pour produire une image de 5 000 pour 4 000 pixels, elle rafraîchit 60 fois par seconde. L'image est projetée à travers un objectif en fibre sur le dôme du planétarium.
Ce planétarium se trouve à l'intérieur d'un cône tronqué recouvert de bronze de 45 tonnes. Sa façade nord est inclinée à 51,5° par rapport à l'horizontale (la latitude de Greenwich), tandis que la façade sud pointe vers le zénith local (c'est-à-dire à 90 degrés par rapport à l'horizon local) et le sommet est incliné pour être parallel à l'équateur céleste. La construction est parallèle au méridien de Greenwich (mais 50m à l'est). La platnetarium a été conçu sous  la direction de Roy Clare CBE à l'époque, comme pièce maîtresse du projet « Temps et espace », un réaménagement de l'Observatoire royal de Greenwich d'un montant de 17,7 millions de livres sterling, et financé par une subvention de 3,25 millions de livres sterling de la Fondation Peter Harrison.